# Günter Ziegler (Werkstoffwissenschaftler)

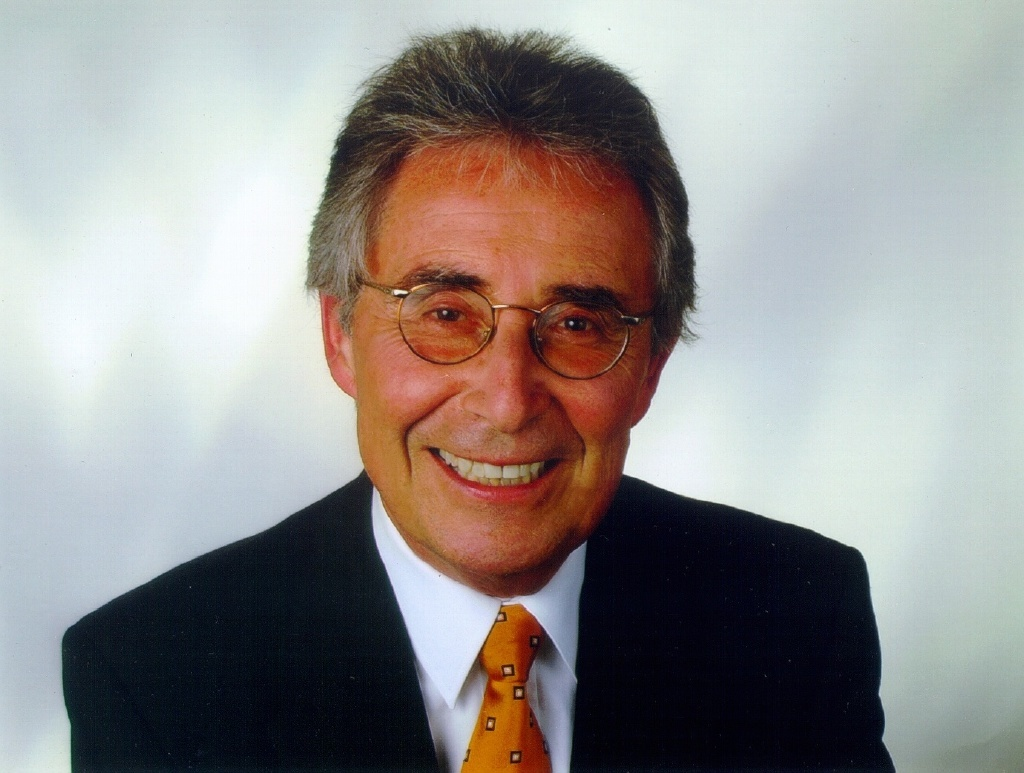
Günter Ziegler (2012)

Günter Ziegler (* 21. Januar 1938 in Schweinfurt) ist ein deutscher Werkstoffwissenschaftler, der sich vor allem mit Hochleistungskeramiken und Biomaterialien beschäftigt hat.

## Leben
Nach dem Abitur studierte er an der Technischen Universität München Physik mit zusätzlichem Ingenieurschwerpunkt und promovierte an der Rheinisch-Westfälischen Technischen Hochschule Aachen in der Fakultät für Ingenieurwissenschaften zum Dr. Ing. Anschließend war er mehrere Jahre in der metallverarbeitenden und Hochleistungskeramik entwickelnden Industrie tätig.
Von 1969 bis 1989 arbeitete er als Abteilungsleiter im Institut für Werkstoff-Forschung bei der Deutschen Forschungsanstalt für Luft- und Raumfahrt in Köln-Porz mit den Schwerpunkten Mikrostruktur und Gefüge-Eigenschafts-Korrelation anorganischer Materialien sowie der Entwicklung von Hochleistungskeramiken. In dieser Zeit hatte er Lehraufträge an der Universität Köln und erhielt eine Professur
an der Technischen Universität Eindhoven.
1989 erhielt Ziegler den Ruf an die Universität Bayreuth und war einer der wesentlichen Akteure beim Aufbau der Fakultät für Angewandte Naturwissenschaften und des Schwerpunkts Materialwissenschaft. Er baute den Lehrstuhl Keramik und Verbundwerkstoffe auf und leitete ihn bis 2003. Aus dem Lehrstuhl heraus gründete er das Friedrich-Baur-Forschungsinstitut für Biomaterialien (FBI) und die Firma BioCer Entwicklungs-GmbH, deren Ziel zum einen die Erforschung von Biomaterialien für verschiedene medizinische Anwendungen, zum anderen deren Umsetzung in Medizinprodukte ist. Hier initiierte er viele nationale und internationale Kooperationen mit Forschungsinstitutionen, Kliniken und Firmen.
Die Folgen waren leitende Funktionen bei Fachorganisationen und Forschungsverbünden. Beispiele hierfür sind: 
Mitglied (und teilweise Vorsitzender) in zahlreichen nationalen und internationalen Gremien, u. a. in Vorständen, Präsidien, Beiräten, Programmkommissionen, Editorial Boards, Fachausschüssen und Arbeitskreisen von Fachgesellschaften.
Häufige Gutachter- und Reviewtätigkeiten für verschiedene nationale und internationale Förderinstitutionen und Fachzeitschriften sowie die Organisation nationaler und internationaler Tagungen.

## Auszeichnungen
- Aufnahme in die World Academy of Ceramics.[3]
- Seeger-Plakette der Deutschen Keramischen Gesellschaft.[4]
- Innovationspreis Oberfranken.
- Innovationspreis des Bundespräsidenten „365 Orte im Land der Ideen“.
- 2002 Verdienstkreuz am Bande des Verdienstordens der Bundesrepublik Deutschland.[5]